# Rafael Garralda
Rafael Garralda, född den 21 januari 1956, är en spansk landhockeyspelare.
Han tog OS-silver i herrarnas landhockeyturnering i samband med de olympiska landhockeytävlingarna 1980 i Moskva.